# Germany's Next Topmodel
Germany's Next Topmodel (thường được viết tắt là GNTM) là một chương trình truyền hình thực tế của Đức, dựa trên một ý tưởng được giới thiệu bởi Tyra Banks với chương trình America's Next Top Model. Cuộc thi do Heidi Klum dẫn chương trình. Cô cũng là giám khảo chính và nhà sản xuất điều hành của chương trình.

## Định dạng
Mỗi mùa thi của Germany's Next Topmodel gồm tự 10 đến 17 tập phim với 12-31 thí sinh tham dự. Qua mỗi tập (như phiên bản gốc), các thí sinh lần lượt bị loại cho đến khi tìm ra người chiến thắng cuối cùng; tuy nhiên, đôi khi cũng có trường hợp loại hai hoặc sáu thí sinh trong cùng một tập. Phần thay đổi vẻ ngoài cho thí sinh được thực hiện từ giai đoạn đầu của chương trình, thường sau khi có một hoặc hai thí sinh bị loại.
Trang điểm được thực hiện cho các thí sinh sớm trong cuộc thi (thường là sau lần loại đầu tiên hoặc thứ hai trong trận chung kết).

### Khác biệt so vớiGNTM
Trừ mùa thi 1 và 2, America's Next Top Model bắt đầu hành trình với khoảng 30 thí sinh và sau đó chỉ chọn ra 10-14 người vào vòng thi chính thức, trong khi Germany's Next Topmodel tạo điểm nổi với 100 ứng viên (mùa 1, 2) và 120 (mùa 3).
Phần thử thách trước hội đồng giám khảo America's Next Top Model bị thay thế gần như hoàn toàn bằng phần bước đi trong bản Đức.
Về phần loại thí sinh, người dẫn chương trình Tyra Banks (America's Next Top Model) lần lượt đọc tên và trao bức ảnh cho thí sinh theo thứ tự xuất sắc, một trong hai thí sinh cuối sẽ bị loại - trái ngược với GNTM, thứ tự gọi tên thí sinh không phản ánh độ xuất sắc của bức ảnh trong tuần. Ngoài ra, từng các thí sinh riêng lẻ phải bước vào phòng kín và nhận kết quả từ hội đồng giám khảo. Thí sinh có thể bị loại ở bất kì vị trí gọi tên nào.
Khi chương trình chỉ còn 5-6 thí sinh, thì ở phiên bản gốc có sự chuyển đổi địa điểm ghi hình sang duy nhất một quốc gia nước ngoài, trong khi ở Đức số lượng quốc gia nước ngoài thay đổi: mùa thi đầu đến 2 nơi, mùa thi hai đến 4 nơi và mùa thi ba đến 5 quốc gia riêng biệt.
Trong America's Next Top Model hai thí sinh cuối cùng sẽ tranh tài trong một chương trình biểu diễn thời trang và người chiến thắng sẽ do hội đồng giám khảo cân nhắc. Còn trong Germany's Next Topmodel, ba thí sinh cuối sẽ tranh tài cùng nhau trên sàn diễn và trong bức ảnh cuối trước đông đảo khán giả ở Köln, Đức trước khi thông tin người chiến thắng được tiết lộ. Chương trình cuối được ghi hình vào buổi trưa và biên tập trước khi phát sóng.

## Các mùa
| Mùa | Ngày phát sóng      | Quán quân                     | Á quân                      | Các thí sinh theo thứ tự bị loại | Tổng số thí sinh | Điểm đến quốc tế                                                                          |
| --- | ------------------- | ----------------------------- | --------------------------- | --- | ---------------- | ----------------------------------------------------------------------------------------- |
| 1   | 25 tháng 1 năm 2006 | Lena Gercke                   | Yvonne Schröder             | Andrea Lichtenberg & Anne Mühlmeier, Céline Roscheck (bỏ cuộc), Rahel Krüger, Micaela Schäfer, Luise Mikulla, Charlotte Offeney & Lena Meier, Janina Ortmann, Jennifer Wanderer | 12               | New York Los Angeles Paris                                                                |
| 2   | 1 tháng 3 năm 2007  | Barbara Meier                 | Anni Wendler                | Sophie (bỏ cuộc) & Alina (bỏ cuộc), Janine Mackenroth, Antje Pötke & Enyerlina Sanchez, Janina Cüpper, Alla Kosovan, Denise Dahinten, Aneta Tobor & Tonia Michaely, Milla von Krockow, Anja Platzer, Mandy Graff & Fiona Erdmann, Hana Nitsche | 17               | St. Moritz Băng Cốc Los Angeles Lisbon                                                    |
| 3   | 28 tháng 2 năm 2008 | Jennifer Hof                  | Janina Schmidt              | Rubina Radwanski & Aisha Grone & Sandra Korte, Aline Tausch & Tainá Santos Silva, Elena Rotter, Katharina Harms & Gina-Lisa Lohfink, Bianca Schumacher, Sophia Maus, Vanessa Hegelmaier (bỏ cuộc), Sarah Knappik, Raquel Alvarez, Gisele Oppermann, Wanda Badwal & Carolin Ruppert, Christina Leibold | 19               | Barcelona Salzburg New York Los Angeles Paris Tel Aviv Sydney Melbourne                   |
| 4   | 12 tháng 2 năm 2009 | Sara Nuru                     | Mandy Bork                  | Olivia Bermann & Johanna Popp & Daphne Braun, Tessa Bergmeier, Dana Franke, Tamara Busch & Aline Bauer, Stefanie Theissing, Katrina Scharinger, Larissa Marolt, Ira Meindl, Sarina Nowak, Maria Beckmann & Jessica Motzkus, Marie Nasemann | 17               | Los Angeles Las Vegas Miami Honolulu Hawaii New York Luân Đôn Singapore                   |
| 5   | 4 tháng 3 năm 2010  | Alisar Ailabouni              | Hanna Bohnekamp             | Aline Kautz (bỏ cuộc), Lena Kaiser & Petra Roscheck, Lara Emsen, Luisa Kreuger, Cathérine Kropp & Nadine Höcherl, Miriam Höller, Wioleta Psiuk, Jacqueline Kohl, Viktoria Lantratova, Pauline Afaja & Leyla Mert, Louisa Mazzurana, Neele Hehemann, Laura Weyel | 18               | Cape Town New York Los Angeles San Francisco Milan                                        |
| 6   | 3 tháng 3 năm 2011  | Jana Beller                   | Rebecca Mir                 | Melek Civantürk (bỏ cuộc), Chiara Breder & Lilia Doubrovina, Valerie Blum (bỏ cuộc), Concetta Mazza, Ivon Zito, Christien Fleischhauer, Amira Regaieg, Franziska König, Simone Rohrmüller, Tahnee Keller, Natascha Beil & Paulina Kaluza, Florence Lodevic, Isabel Rath & Sarah Jülich, Joana Damek (bỏ cuộc), Jil Goetz, Marie-Luise Schäfer, Lisa Könnecke, Sihe Jiang, Aleksandra Nagel & Anna-Lena Schubert, Amelie Klever | 26               | Schladming Luân Đôn Los Angeles Miami Las Vegas Rio de Janeiro Sao Paulo Nassau           |
| 7   | 23 tháng 2 năm 2012 | Luisa Hartema                 | Sarah-Anessa Hitzschke      | Romina Djurovic & Laura Wittek & Abiba Makoya Bakayoko, Isabell Janku & Sabine Snobl & Franziska Poehling & Valerie-Charlotte Kirchner von Schröder, Anelia Moor, Michelle-Luise Lafleur & Natalia Kowalczykowska, Maxi Böttcher, Jasmin Abraha, Annabelle Rieß, Melek Civantürk, Shawny Sander, Laura Scharnagl, Inga Bobkow, Lisa Volz, Diana Ovchinnikova (bỏ cuộc), Evelyn Keck (bỏ cuộc), Sara Kulka, Kasia Lenhardt, Dominique Miller | 25               | Phuket Los Angeles San Diego Cancún                                                       |
| 8   | 28 tháng 2 năm 2013 | Lovelyn Enebechi              | Maike van Grieken           | Clara Zaveta (bỏ cuộc), Katharina Oltzow, Merle Lambert (bỏ cuộc) & Nancy Limonta & Lisa Quack & Linda Niewerth, Lisa-Giulia Wende, Michelle Maas, Höpke Voss (bỏ cuộc) & Bingyang Liu (bỏ cuộc), Leandra Martin, Sophie Jais (bỏ cuộc) & Anna Seebrecht, Jessika Weidner, Janna Wiese, Veronika Weddeling, Jacqueline Thiessen, Leonie Marwitz, Carolin Sünderhauf, Christine Gischler, Marie Czuczman, Anna Maria Damm, Sabrina Elsner, Luise Will | 26               | Dubai Los Angeles Honolulu                                                                |
| 9   | 6 tháng 2 năm 2014  | Stefanie Giesinger            | Jolina Fust                 | Jill Schmitz & Lisa Seibert, Pauline Cottin (bỏ cuộc) & Laura Haas (bỏ cuộc) & Ina Bartak (bỏ cuộc) & Fata Hasanovic (bỏ cuộc), Franziska Wimmer, Laura Kristen, Emma Kahlert, Antonia Balzer, Simona Hartl & Jana Heinisch, Sainabou Sosseh, Lisa Gelbrich, Sarah Weinfurter, Anna Wilken (bỏ cuộc) & Samantha Brock, Nancy Nagel & Karlin Obiango, Aminata Sanogo & Nathalie Volk & Betty Taube, Ivana Teklic | 25               | Singapore Los Angeles Salt Lake City Malé                                                 |
| 10  | 12 tháng 2 năm 2015 | Vanessa Fuchs                 | Anuthida Ploypetch          | Sarah Kocar (bỏ cuộc) & Annabel Paasch (bỏ cuộc), Laura Weidner & Ariana Xhatova, Adriane Sutsch, Jovana Bulic & Lena Stockhausen & Daniela Wolking, Irene Pichler & Neele Busse, Erica Santos Silva, Sandy Provazek & Varisa Caluk, Laura Dünninger & Sara Faste, Kiki Hölzl, Jüli Ürküt & Lisa Bärmann, Darya Strelnikova, Katharina Wandrowsky, Ajsa Selimovic | 23               | Los Angeles New York Paris                                                                |
| 11  | 4 tháng 2 năm 2016  | Kim Hnizdo                    | Elena Carriere              | Luisa Bolghiran (bỏ cuộc), Fred Riss & Laura-Penelope Baumgärtner (bỏ cuộc) & Saskia Böhlcke, Sophie Schweer & Shirin Kelly, Cindy Unger, Jennifer Daschner & Laura Bräutigam, Christin Götzke & Yusra Babekr-Ali, Lara-Kristin Bayer, Camilla Cavalli, Julia Wulf (bỏ cuộc), Laura-Franziska Blank, Laura Bleicher, Luana Florea, Elena Kilb, Lara Helmer, Taynara Silva Wolf, Jasmin Lekudere, Fata Hasanovic | 24               | Lanzarote Fuerteventura Madrid Majorca Milan Los Angeles New York Miami Sydney Thượng Hải |
| 12  | 9 tháng 2 năm 2017  | Céline Bethmann               | Serlina Hohmann             | Christina Wiessner & Saskia Mächler, Elisa Weihmann & Victoria Wanke, Claudia Fiedler, Milena Ziller & Chaline Bang & Kimberly Pereira, Helena Fritz (bỏ cuộc), Aissatou Niang, Deborah Lay, Melina Budde, Neele Bronst, Julia Fux, Greta Faeser (bỏ cuộc), Julia Steyns, Soraya Eckes, Giuliana Radermacher, Brenda Hübscher, Sabine Fischer, Anh Phuong Dinh Phan, Carina Zavline, Lynn Petertonkoker & Maja Manczak, Leticia Wala-Ntuba, Romina Brennecke | 28               | Barcelona Menorca Majorca Marseille Los Angeles Las Vegas                                 |
| 13  | 8 tháng 2 năm 2018  | Toni Dreher-Adenuga           | Julianna Townsend           | Selma Toroy, Ivana Rajić-Hrnjić (bỏ cuộc) & Viktoria Wendell & Lania Barzanji, Liane Polt, Julia Freimuth, Lis Kanzler & Valèrie Wersche, Karoline Seul, Franziska Schwager & Isabella Özdemir, Sarah Amiri, Gerda Lewis, Anne Volkmann, Stephanie Groll, Shari Streich, Abigail Odoom, Bruna Rodrigues & Victoria Pavlas, Zoe Saip, Trixi Giese, Klaudia Giez & Sara Leutenegger, Sally Haas, Jennifer Michalczyk, Christina Peno, Pia Riegel | 29               | Las Terrenas Los Angeles San Diego                                                        |
| 14  | 7 tháng 2 năm 2019  | Simone Kowalski               | Sayana Ranjan               | Anastasiya Baskakova & Marlene Donner & Ann-Kathrin Grünewald & Debora Goulart, Olivia Rhode (bỏ cuộc), Maria Willhauk & Naomi Ufelle & Celine Hamann & Loriane Glocke, Kim Dammer (bỏ cuộc), Joelle Pascai-Quednau & Melina Lucht & Catharina Maranca, Leonela Hires, Luna Dzek Dukadjinac, Enisa Bukvic (bỏ cuộc), Jasmin Cadete (tước quyền thi đấu), Melissa Hemberger, Justine Klippenstein, Theresia Fischer, Julia Helm, Lena Lischewski, Tatjana Wiedemann, Sarah Almoril, Caroline Krüger, Alicija Köhler, Vanessa Stanat (bỏ cuộc), Cäcilia Zimmer | 30               | Sölden Los Angeles Miami                                                                  |
| 15  | 30 tháng 1 năm 2020 | Jacky Wruck                   | Sarah Posch                 | Daria Cupachin & Charlotte Steinborn & Nina-Sue Wurm, Saskia Mächler & Malin Blumenthal, Alina Enders & Valeria Zock & Laura Schäfer, Cassandra Feliciano & Marie Rathay, Pinar Aygün & Sarah Sonko, Lucy Hellenbrecht, Mareike Lerch (bỏ cuộc), Julia Figueroa, Johanna Höpfler, Bianca Eigenfeld, Julia Przybylski, Nadine Wimmer, Vivian Cole, Maribel Sancia Todt, Larissa Neumann, Tamara Hitz, Anastasia Borisova, Lijana Kaggwa (bỏ cuộc), Maureen Ugodi | 28               | San José Los Angeles Montego Bay Ocho Rios                                                |
| 16  | 4 tháng 2 năm 2021  | Alex-Mariah Peter             | Dascha Carriero             | Franziska Bergander & Maria-Sophie Damasio & Vanessa Gros & Alexandra Reinke & Samantha Herbst & Lena Schreiber, Ricarda Häschke (bỏ cuộc), Maria Schimanski, Sara Ullmann (bỏ cuộc), Nana Fofana, Mira Folster (bỏ cuộc), Sarah Ahrend, Amina Hotait, Miriam Rautert, Chanel Silberberg, Jasmine Jüttner (bỏ cuộc), Alysha Hübner, Linda Braunberger, Mareike Müller, Romy Wolf (bỏ cuộc), Larissa Onac, Elisa Schattenberg, Ana Martinovic, Luca Vanak, Liliana Maxwell, Yasmin Boulagh, Ashley Amegan (bỏ cuộc), Romina Palm, Soulin Omar | 31               | Không có                                                                                  |
| 17  | 3 tháng 2 năm 2022  | Lou-Anne Gleißenebner-Teskey  | Luca Lorenz                 | Emilie Clement & Meline Kermut & Pauline Schäfer, Kim Bieder & Wiebke Schwartau, Lisa-Marie Cordt & Kristina Ber, Lenara Klawitter (bỏ cuộc), Kashmira Maduwege, Laura Wende, Barbara Radtke & Jasmin Jägers, Julia Weinhäupl & Laura Bittner, Jessica Adwubi & Paulina Stępowska, Annalotta Bönninger, Inka Ferbert & Viola Schierenbeeck, Amaya Baker, Vanessa Kunz, Juliana Stürmer & Sophie Dräger, Lena Krüger, Vivien Sterk, Lieselotte Reznicek, Anita Schaller, Noëlla Mbunga, Martina Gleißenebner-Teskey | 31               | Athens Mykonos Los Angeles Ibiza                                                          |
| 18  | 16 tháng 2 năm 2023 | Vivien Blotzki                | Somajia Ali                 | Alina Enns & Elisabeth Schmidt & Indira Mölle & Ana Feddersen, Slata Schneider & Melissa Stoebke Carbonel, Melina Rath & Juliette Schulz, Emilia Steitz & Eliz Steingraf & Zoey Saflekou, Sarah Benkhoff (bỏ cuộc), Tracy Baumgarten (bỏ cuộc), Jülide Beganovic, Elsa Latifaj, Lara Rollhaus, Zuzel Palacio Calunga & Charlene Christian, Leona Kastrati, Ina Aufenberg, Anya Elsner, Cassy Cassau & Marielena Aponte, Maike Nitsch, Nina Kablitz, Mirella Janev, Katherine Markov, Ida Kulis & Anna-Maria Fuhrmann, Coco Clever, Nicole Reitbauer, Selma Schröder, Olivia Hounkpati | 35               | Los Angeles Las Vegas Ibiza                                                               |
| 19  | 15 tháng 2 năm 2024 | Jermaine Kothé Lea Engberink  | Linus Weber Xenia Tsilikova | Pitzi Müller (tước quyền thi đấu), Vivien Walkemeyer (bỏ cuộc), Yanik Schulze & Bảo-Huy Nguyễn & Tracy Baumgarten & Vanessa Horst, Lilian Assih & Marcia Edhere & Felice Wolfgram, Franz Vochezer & Livingsten Amalanathan & Leoni Mecklenburg, Alexandra Bode & Max Uhrmacher, Nuri Enoch & Jana Wetzel & Yusupha Jobarteh & Felix Xaver, Dominik Gruber & Lilli Hachgenei, Maximilian Kreiner & Mare Cirko, Lydwine Nitidem & Lucas Schwarze, Dominic Spillner & Stella Naming, Aldin Zahirović & Sara Zuraw, Marvin De-Graft, Kadidja Becher, Armin Rausch, Grace Zakhour & Frieder Sell, Fabienne Urbach & Julian Cidic & Luka Cidic                                                                                              | 40               | Santa Cruz Los Angeles                                                                    |
| 20  | 13 tháng 2 năm 2025 | Moritz Rüdiger Daniela Djokić | Pierre Lang Magdalena Milic | Angelina Matic & Leila Kraus & Marlene Sánchez & Jessica Lüdi & Marie Es., Konstantin Bell & Enis Spahija & J.J. Stocks, Felix Flad & Christian Preinig & Gabriel Moreno von Schinckel, Jule Gscheidle, Jonathan Tolno & Felix Schiller & Ryan Wöhrl, Safia Asare (bỏ cuộc), Laura Klingert , Lian Hansen & Mattes Hafermann & Tim Schröder, Alexander Van Hove & Lulu Gömann, Katrin Gömann-Elsner (bỏ cuộc), Annett Bremer & Keanu Bohatsch, Ethan Moore, Faruk Keçe & Felix Lintner & Svenja Sievers, Lisa Brandstätter, Samuel Dohmen, Xenia Redelmann & Nawin Nazary, Eva Baringhorst & Katharina Van de Sandt, Ray Ewulu & Josy Tolno, Aaliyah Isla & Kevin Vukelja, Canel Delice & Eliob Demofike, Jannik Richter & Zoe Rötzel | 51               | Los Angeles                                                                               |